# Sega NetLink
Sega NetLink (також називається Sega Saturn NetLink) є онлайн сервіс і одночасно пристрій до ігрової консолі Sega Saturn, щоб надати користувачам Сатурна з доступом в Інтернет і доступ до електронної пошти через консоль. Апарат був випущений 31 жовтня 1996 року Sega NetLink складався з 28,8 кбіт / с модем, який підключається до порту картриджа Sega Saturn і браузер, розроблений Planetweb, Inc. Блок продається за ціною US $ 199, або US $ 400 в комплекті з Sega Saturn.
NetLink підключений до Інтернету за допомогою стандартних послуг віддаленого доступу. На відміну від інших онлайн-сервісів ігор в США, ніхто не підключався до центральної службі, але замість цього є модем, підключений до гнізда патрона Sega Saturn, щоб зателефонувати людині, з яким бажає грати. Так як він не вимагає ніяких серверів для роботи, служби, в теорії, може працювати до тих пір, поки, два користувача мають необхідні апаратні і програмні засоби, а також телефонну лінію.
В Японії, гравці які підключилися через централізований сервіс, відомий як SegaNet, який пізніше буде прийнято в автономному режимі і переобладнаний для використання Dreamcast.

## Історія
У той час як NetLink не був першим аксесуар, який дозволив консольних геймерів в Північній Америці, щоб грати у відеоігри онлайн, він був першим, щоб дозволити гравцям використовувати свій власний інтернет-послуг (ISP) для підключення. Правити необхідно в той час як Sega рекомендував, щоб гравці використовують концентричних, то Sega NetLink дозволило гравцям вибрати будьякий-ISP, який був в межах його технічних характеристик. Пристрій здатний підключатися на 28,8 кілобіт підключення до / з в Америці і 14,4 кбіт / с в Японії. Тим не менш, він страждав від обмежень пам'яті. статична оперативна пам'ять модему може зберігати тільки інформацію про обліковий запис і закладки, залишаючи лише обмежену внутрішню оперативну пам'ять Sega Saturn для будь-яких завантажених даних. Це робить неможливим для завантаження аудіо або відео кліпи, зберігати повідомлення електронної пошти, або покласти раніше завантажені вебсторінки в кеш.
Онлайн ігри NetLink використовували технологію XBAND, які раніше використовувалися в системі Super Nintendo Entertainment System і ігор Sega Mega Drive.
В Японії NetLink потрібне використання смарт-карт з передоплатою кредитів. Ці смарт-карти або "Сатурн медіа-карти" вартість ¥ 2000 і одна гра кредит був ¥ 20, що означає, що можна було грати близько 100 ігор на карту. У Сатурна був дисковод і кабель принтера конвертер (останній тільки Японія) які можна було б використовувати з NetLink. Веббраузер від Planetweb був включений, і миша і клавіатура адаптер були доступні для спрощення навігації. Sega також випустила спеціальний набір для NetLink миші і клавіатури Сатурн. Крім того, щоб дозволити користувачам переглядати тільки з джойстика Saturn, Sega випустила серію компакт-дисків, що містять сотні адрес вебсайтів.
Sega виконав випуск тестової версії в Фінляндії, перш ніж вирішити чи випускати пристрій на європейський ринок. 
Незважаючи на відносну нестачу Sega Saturn успіху в Америці, NetLink мав деяку кількість користувачів, і п'ять ігор були випущені на внутрішньому ринку, які підтримали його. Запуск на 15000 ¥ в Японії і $ 199 в США, він вважався дуже недорогий в порівнянні з конкуруючими онлайн-послуг. Sega Америка спочатку сподівалися продати 100000 одиниць NetLink.  Продажі дані показують, що Sega продано 40000 одиниць.
NetLink можуть як і раніше грати сьогодні, як NetLink модем можна використовувати прямий-виклик для з'єднання двох гравців один з одним, але метод "NetLink Zone", що дозволило гравцям зустрітися IRC, не може бути більше не використовується як сервери були закриті в 2001 році.
У лютому 2017 шанувальники відродив Sega NetLink, щоб грати через широкосмуговий доступ в Інтернет з використанням VOIP.

## NetLink Zone
NetLink Zone підключений до сервера чату Internet Relay irc.sega.com, який був змінений на сервер irc0.dreamcast.com на випуску Sega Dreamcast. Ці сервери спочатку були у віданні співробітників Sega, але були передані при запущені користувачами Інтернет чат Посилання Leo Daniels і Марк Leatherman.

## Прийом
На зміну Sega NetLink прийшов разом із Dreamcast SegaNet європейський аналог називався Dreamarena.

## Ігри які підтримували NetLink
Для цього пристрою було випущено лише п'ять ігор це
- Daytona USA CCE Net Link Edition
- Virtual On
- Saturn Bomberman
- Sega Rally Championship Plus NetLink Edition
- Duke Nukem 3D

## Схожі статті
- SegaNet
- Sega Meganet
- Sega Channel